# 秋田魁新報
秋田魁新報（あきたさきがけしんぽう）は、秋田県の日刊新聞。発行は秋田魁新報社（あきたさきがけしんぽうしゃ）。全国で4番目、地方新聞としては2番目に古い歴史をもつ。社是は「文章報國、蹈正勿懼（）」　主な受賞歴に、2019年度新聞協会賞、第68回菊池寛賞など。

## 概要
東北地方で最も長い歴史を持つ新聞のひとつ。後に首相となる犬養毅が主筆を務めていた。一部ひらがな表記の「秋田さきがけ」としても知られている。発行部数は18万1394部、世帯普及率は42.72%。秋田県を代表する報道・言論機関として、地元の民間放送局である秋田放送・秋田テレビ・エフエム秋田に出資しているほか、県内における文化・スポーツ等の大規模イベントに開催者として名を連ねるケースも多い。
ほかの新聞社同様に、Webで秋田県の最新ニュースを配信している。
イメージキャラクターの「ヨムトン」「ミール」「シルル」がおり、これらの名前は一般公募によって決定した。
秋田県内で競合するほかの地方紙は、大館・北秋田地域（大館市、北秋田市、北秋田郡上小阿仁村）と鹿角地域（鹿角市、鹿角郡小坂町）で「北鹿新聞」が、能代・山本地域（能代市、山本郡藤里町・三種町・八峰町）では「北羽新報」、北秋田地域では「秋北新聞」が発行されている。

### 本社
秋田市山王臨海町1-1　

### 支社
東京都・大阪市・仙台市・大館市・横手市
大館・横手の各支社はかつて周辺の各支局を統括する「総局」であった。その後、大規模な市町村合併により自治体数が急減したことに伴い、一旦、他の支局と同格となったが、2011年10月から支社に格上げされた。

### 支局
鹿角市・北秋田市・能代市・男鹿市・由利本荘市・大仙市・仙北市・湯沢市

## 沿革
- 1873年（明治6年）

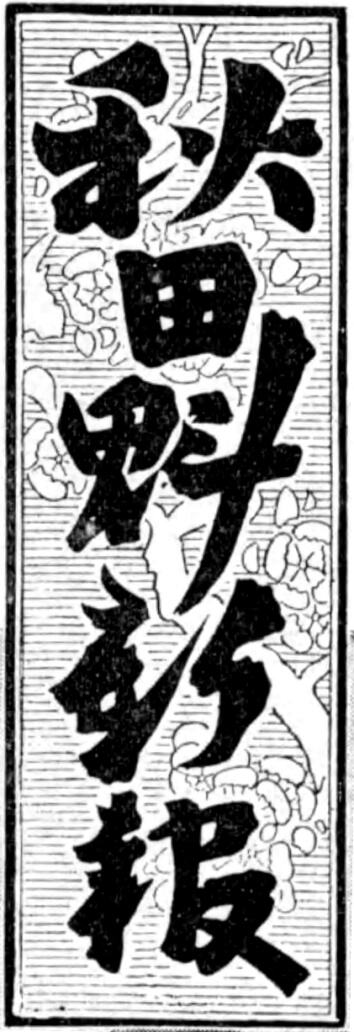
秋田魁新報の題字

  - 3月28日 - 羽後新聞発行の許可が文部省より下りる[8][9]。
  - 3月 - 秋田茶町菊ノ丁（現在の秋田市大町二丁目）に印刷所「聚珍社」が設立される。「聚珍」は「新奇を拾い集める」の意。命名者は狩野良知[3][9]。
  - 10月27日 - 文部省から羽後新聞を遐邇新聞に改題する許可がおりる[10]。「遐邇」（かじ）は遠近の意味。 命名者は狩野良知[9]。
- 1874年（明治7年）2月 - 遐邇新聞（週刊）が創刊される[8]。
- 1877年（明治10年） - 遐邇新聞が日刊になる。
- 1878年（明治11年）10月 - 遐邇新聞を秋田遐邇新聞と改題[8]。
- 1882年（明治15年）1月 - 秋田遐邇新聞を秋田日報と改題。主幹、大久保鉄作。
- 1883年（明治16年）4月 - 大久保鉄作の招きで、報知新聞記者であった木堂犬養毅を主筆に迎える[注 3]。同年11月には帰京した。[13]
- 1884年（明治17年） - 秋田青森函館新報と改題、函館で発行。
- 1887年（明治20年）9月 - 秋田青森函館新報を秋田新報として復刊。
- 1889年（明治22年）
  - 1月 - 失政を厳しく批判したことに腹を立てた青山貞秋田県知事が発行停止処分にした[14]。
  - 2月 - 発行停止処分の対抗策として秋田魁新報の発行を内務省に申請し、2月11日に許可され、2月15日に発行される[注 4][14][注 5]。
- 1893年（明治26年） - 本社屋が本間金之助宅跡（現秋田市大町二丁目）に移る[15]。
- 1895年（明治28年） - 読売新聞、鳥取新報と共に、治安妨害の理由で一日の発行停止を命じられた[16]。
- 1898年（明治31年） - 癸巳（きし）活版所を買収して、独立印刷工場を設ける[15]。
- 1902年（明治35年）10月 - 民法により匿名組合（資本三万三千円）を組織[15]。
- 1903年（明治36年）1月 - 年中無休刊を実施[15]。
- 1905年（明治38年）8月 - 新社屋（秋田市大町一丁目）で業務を始める[15]。
- 1915年（大正4年） - 東京に特置出張員を置く（東京支社の前身）。
- 1923年（大正12年）1月 - 従来の匿名組合を改め、資本金十万円の株式組織に変更。発行所も秋田新報社から秋田魁新報社とする。[17][15]
- 1925年（大正14年）9月 - 県内6か所に通信部を置く[15]。
- 1931年（昭和6年）7月 - 秋田市大町一丁目に鉄筋コンクリート3階建ての新社屋が完成。屋上で執り行った社旗掲揚式には若槻首相、町田農相、田中文相が出席した。[18][15]
- 1932年（昭和7年）10月 - 大阪支局を新設。
- 1944年（昭和19年）3月 - 戦時統制により夕刊を休止し朝刊のみとなる[15]。
- 1945年（昭和20年） - 「月間さきがけ」創刊。（1950年5月号で終刊）
- 1946年（昭和21年）8月 - 東京支局が支社制になる。
- 1949年（昭和24年）
  - 4月 - 「秋田スポーツ」創刊。（同年7月終刊）
  - 9月 - 株式会社夕刊秋田新聞社を設立、発行する[15]。
- 1950年（昭和25年）8月 - 夕刊秋田を本社に合併し、昭和19年3月に休止して以来、夕刊制が復活[15]。
- 1952年（昭和27年） - 朝夕刊のセット版開始。仙台支局を10年ぶり復活。
- 1953年（昭和28年）
  - 6月 - 「秋田魁年鑑」28年度版から刊行。
  - 11月1日 - ラジオ東北（現：秋田放送）が開局。開局当初は社屋4階に局舎を設置し放送していた[19]。
- 1966年（昭和41年） - 秋田魁新報「縮刷版」（7月号から刊行、昭和49年2月廃刊）。
- 1968年（昭和43年） - 本紙連載企画「吹っ飛ばせ　県民病」が新聞協会賞を受賞。
- 1973年（昭和48年） - 元旦号116ページ（別冊含む）は日刊紙としては新記録。
- 1974年（昭和49年） - 本紙連載企画「豊かさの条件」が新聞協会賞を受賞。
- 1979年（昭和54年） - 第1回全県500歳野球大会を主催。以後毎年、主催者として大会を運営している。
- 1981年（昭和56年） - 新聞製作が電算編集オンラインシステムに移行。
- 1984年（昭和59年）- さきがけ文学賞を創設。
- 1987年（昭和62年）10月20日 - 元幹部社員（市川雅由・退社後はフリージャーナリスト）の書いた小説[20]が県内でベストセラーに。この本によって、秋田魁新報社の会長が経営するゴルフ場の改造を、社の幹部が中心となって県の治山事業として施工させたという、県と地方紙の癒着を示すスキャンダルが発覚（秋田魁新報事件）。
- 1988年（昭和63年）1月 - ゴルフ場問題の責任をとって会長、社長、編集局長が辞任。
- 1994年（平成6年） - 新社屋（山王臨海町）へ移転。
- 1996年（平成8年） - 東北5社の「緊急時の新聞発行の相互支援協定」に調印。サンケイスポーツ東京本社版との提携により、さきがけスポーツ創刊。
- 1997年（平成9年）
  - ワープロからパソコンへの更新が開始。
  - 4月 - 旧本社の一部を解体し、その跡地にできたオープンモール型店舗のサン・パティオ大町が開業。
- 1998年（平成10年） - ホームページを開設。
- 1999年（平成11年） - 「県北」「県央」「県南」の地域版を新設
- 2000年（平成12年） - 東日本旅客鉄道（JR東日本）秋田駅など主要6駅に電光ニュース提供。
- 2003年（平成15年） - さきがけスポーツ休刊。夕刊題字をカラー、横組みに刷新。
- 2007年（平成19年） - さきがけ印刷センター本格稼働。
- 2008年（平成20年）9月30日 - 同日発行分で夕刊を廃止。朝夕刊セット1か月で3,007円を朝刊のみ1か月で2,950円に値下げ。
- 2011年（平成23年）
  - 3月12日 - 同日付朝刊が東日本大震災の影響による停電で新聞制作システムの停止により、テレビ欄などを省略して全8ページで発行。
  - 10月1日 - 大館支局を移転して大館支社に、横手支局を横手支社とする[6]。
- 2014年（平成26年）
  - 1月9日 - 週刊さきがけスポーツ発行。
  - 2月2日 - 本社内1、2階の印刷施設跡に「さきがけホール」を開設。
  - 7月2日 - 秋田県出身の女優・佐々木希の等身大別刷り紙面を「元気まで届ける新聞」として発行[21][22]。
  - 11月5日 - 従業員の残業代と深夜割増賃金の未払いに関して、秋田労働基準監督署から是正勧告を受けていたことが明らかとなる[23][24]。
- 2015年（平成27年） - 秋田市八橋運動公園硬式野球場のネーミングライツに関する契約を秋田市と締結（契約期間は2016年4月1日から2019年3月31日まで）[25]。
- 2017年（平成29年）11月17日 - 佐々木希が秋田魁新報社「秋田の魅力発信」編集長に就任[26][27]。
- 2019年（令和元年）
  - 7月17日 - イージス・アショア配備問題取材班が第62回日本ジャーナリスト会議（JCJ）賞を受賞。
  - 9月4日 - イージス・アショア配備問題取材班が2019年度新聞協会賞を受賞。
- 2020年（令和2年）10月13日 - イージス・アショア取材班が第68回菊池寛賞を受賞[28]。
- 2021年（令和3年）
  - 2月1日 - LINEや電子メールで読者から受けた取材要請を基に調査報道を行う「こちらさきがけ特報班」を開始。
  - 11月27日 - 取材現場に密着した NHK総合『ノーナレ』の「地方紙は死ねない」放映[29]。
- 2024年（令和6年）1月 - 西日本新聞社を幹事社とする地方紙間の調査報道協定「JODパートナーシップ」へ加入。

## テレビ・ラジオ欄
最終面
- 地上波：NHK総合（秋田放送局）・NHK Eテレ（同）・ABS秋田放送テレビ・AKT秋田テレビ・AAB秋田朝日放送・IBC岩手放送（IBCを除き開局順となっている。2007年より地上デジタルリモコンキーID番号も表示（IBCを除く）。

※メイン欄にIBC岩手放送が掲載された当初は、「IBCテレビ」と表示されていたが、掲載3日目からは、「IBC岩手放送」と局名に"岩手"と入れた上、欄外に「IBC岩手放送はCNA秋田ケーブルテレビなどの受信者がご覧になれます。」との注意書きが掲載されたがその後掲載がなくなっている。
※民放2局時代は、ABS秋田放送、AKT秋田テレビ、NHK総合テレビ、NHK教育テレビの順番で掲載され、縦に上から青森放送、IBC岩手放送、山形放送の順にハーフサイズで正午以降の番組から掲載されていた。1970年代前半までは東北放送の番組表が掲載されていたが、山形放送に変更になった。
※秋田朝日放送開局からテレビ欄をリニューアルし秋田朝日放送のテレビ欄の隣りにNHK総合・教育テレビのテレビ欄が掲載される。リニューアル後は、青森、岩手、山形のテレビ欄は、横に掲載されるものの正午以降の番組が掲載されていた。
※また、秋田朝日開局前までは午後5時台までは時刻軸を「あさ」「ひる」とまとめていたが、開局後は午前6時から午後11時までの1時間単位（5時台以前は6時台、0時台以後は11時台・深夜の時刻軸にまとめて掲載）を載せている。またこの頃から1994年春ごろまでは各局の問い合わせ代表電話番号をそれぞれの番組表の末尾（最下段）に掲載したことがあったが、現在は各局最上段の局名カットのところに記載されている。
- BSデジタル（IBCの右）：NHK BS・NHK BSプレミアム4K
- BSデジタル（地上波、NHK BSプレミアム4Kの下）：BS日テレ・BS朝日・BS-TBS・BSテレ東・BSフジ・BS11 イレブン・BS12 トゥエルビ

中面
- BSデジタル：WOWOWプライム・同ライブ・同シネマ（WOWOWは2008年12月よりウラ一面から移動）・BS10・BS10スターチャンネル・放送大学テレビ・J:COM BS・BSよしもと・NHK BS8K
- 隣県のテレビ：山形放送・山形テレビ・テレビユー山形・さくらんぼ・青森放送・青森テレビ（青森朝日放送の番組表は掲載されていない）
- ラジオ：ABS・NHK 第1・NHK 第2・NHK FM・エフエム秋田・ラジオNIKKEI（第1のみ、エフエム秋田の欄の下側に夕方の番組から掲載）

※エリア外のラジオ局は、1950年代中頃までは、NHKとラジオ東京の夕方以降の番組欄、1960年代頃までは在京AMラジオ局(日本短波放送(現:ラジオNIKKEI)を含む。但し、ラジオNIKKEIは全日。)の夕方以降の番組欄を、それ以降は文化放送の深夜帯の番組欄を掲載。70年代後半から旧ラジオたんぱ（現ラジオNIKKEI。ただし夕方以降のみの掲載）を除く、エリア外のラジオ局の掲載がなくなった。
- コミュニティFM欄：鹿角きりたんぽFM、FMおおだて、秋田コミュニティー・エフエム椿台、FMはなび（大仙）、横手かまくらFM、エフエムゆーとぴあ（湯沢）

※キップ情報と同じ場所に掲載。2007年5月までは、新聞休刊日にあたる日の番組欄は掲載されなかったが、同年6月の新聞休刊日からは、2日分掲載されるようになった。
※BSデジタルの上に番組解説欄がある。なお、日曜日には当該週の「連続テレビ小説」のあらすじを掲載している。

## 提供・主催
テレビ
- 秋田放送
  - さきがけニュース(詳細は後述)
  - ワイドレーダーあきた→ABSニュースワイド→プラス1あきた→Newsリアルタイムあきた→ABS news every.
- 秋田朝日放送（資本関係のみあり・各種イベントの共催・後援などでの協力関係あり）

ラジオ
- エフエム秋田
  - 秋田歳時記あれこれ（月曜 - 金曜 15:55 - 16:00 メインスポンサー）
  - 同局の定時ローカルニュースとして『AFMさきがけニュース』も放送されている。
- ABSラジオ
  - 定時ローカルニュースとして「さきがけニュース」を放送している。なお夕方17:45-18:00は「お天気インフォメーション・交通情報」をセットにした『ABSイブニングニュース』として放送

文化振興事業
- 大相撲秋田場所

毎年8月に開催する夏巡業。2011年の秋田場所は一連の八百長疑惑の影響で中止し、2011年（平成23年）2月6日日曜日の朝刊にそのお知らせが掲載された。
- さきがけ文学賞

　 新人作家の登竜門として1984年に創設。全国から小説を公募している。受賞作は紙面連載となる。
- 魁星旗争奪全国高校剣道大会
- 全県500歳野球大会
- 全県短歌大会

県内の歌人や短歌愛好者が流派を超えて集う催し。1937年に第1回を開催し、戦時中の中断を除いて毎年開かれている。
- 全県駅伝大会
  - かつては中学・高校・一般の3部門を開催していたが費用や全国高校駅伝秋田大会（1950年代の一時期この大会が兼務していた時期あり）との開催間隔が短いことなどから2007年限りで高校生以上の部を廃止し中学生の部（全国中学駅伝秋田大会を兼務）のみとなるがその後小学生の部（小学生陸上競技スポーツ少年団対抗競走）を新設。

## 出身人物
- 大久保鉄作（第7代、8代秋田市長）
- 井上広居（第9代 - 12代秋田市長）
- 武塙祐吉（第19代 - 20代秋田市長）
- 高田景次（第25代 - 29代秋田市長）

## 特集番組
- NHK総合　ノーナレ「地方紙は死ねない」初回放送日：2021年11月27日[29]

## さきがけABSニュース（ABSテレビ）
『さきがけABSニュース』（さきがけエイビーエスニュース）は、秋田魁新報が協力する秋田放送テレビ（秋田県・NNN・日本テレビ系）のミニ県内ニュース番組。
主にゴールデンタイムのミニ番組枠で放送されるが、週末は『ズームイン!!サタデー』や『news every.サタデー』『NNNニュースサンデー』の県内ニュースが本番組の扱い（内包別番組）で放送される。1992年春頃まで（遅くとも秋田朝日放送の開局直前まで）は「さきがけニュース（制作ABS）」というタイトルだった。なお、秋田放送ラジオのニュースは現在も『さきがけニュース』として放送している。改題の頃から、旧来のテロップ式ニュースからキャスターの顔出し付きになった。
夜版については一時期『きょうの出来事』内でも放送された時期がある。
- タイトルアニメーション
  - 改題直後（1992 - 1996） - 水面を模した映像をバックにタイトルが飛んでくる。このころのABS短時間ニュース向けブースには、この1世代前（テロップ式「さきがけニュース」時代）のタイトルロゴ背景に存在した「N・E・W・S」の文字が入った看板が掲げられていた。
  - 2代目（1996 - 2006） - 黄緑色の物体をバックにしたタイトル。ここまで「さきがけABS・ニュース」の2段組み。なお2000年ごろに10秒バージョン(スポンサーがある時間帯用)テーマ曲のキーを下げる・効果音のタイミングを変えるマイナーチェンジを行った。
  - 3代目（2006 - 2020） - 16:9画面に対応。青い背景をバックにしたもので「さきがけ・ABSニュース」の2段組み。そしてさきがけとABSニュースの間には「SAKIGAKE」の文字が入っている。このバージョンの途中からスポンサーの有無にかかわらずタイトルアニメーションは10秒になった。
  - 4代目（2020 - 現在） - 社屋移転に合わせ約15年ぶりに変更。タイトル表示も「SAKIGAKE ABS NEWS」に変更。ライン描画による秋田県のシルエットが背景のタイトル。スポンサーがない時間帯のタイトル映像は5秒に戻されたが2022年4月現在土曜夕方のみノンスポンサーながら10秒のタイトル映像が使われる

### 放送時間

#### 朝　(※2024年現在、盛夏期・年末年始などに休止期間あり)
- 平日（『ZIP!』に内包）：6:56頃
- 土曜（『ズームイン!!サタデー』に内包）：6時台前半のローカル枠を利用して放送、ニュースと天気の間に全国の天気が入る。またこの時間帯は、独立したオープニング・エンディングアニメも流れる（日曜も同様）。
- 日曜：6:28頃 - 6:30
  - 『NNNニュースサンデー』終了直後のCM枠を利用し、ヒッチハイク型内包独立番組として放送。

#### 夕方
- 土曜（『news every. サタデー』に内包）：17:20頃 - 17:25
- 日曜：17:25 - 17:30

かつては『真相報道 バンキシャ!』内で県内ニュースを伝えていたが(番組終盤のお天気コーナーを差し替え。1世代前の番組「The独占サンデー」では「ニュースプラス1サンデー・独占!!スポーツ情報」までの名残で6時20分ごろの放送だった)、後に独立。現在『バンキシャ!』内の最後のローカル枠では県内の天気を伝えている（読み上げは通常この枠を担当したアナウンサーがそのまま担当する）。また、同枠を全編差し替えできるようになるまでは(それ以前は「バンキシャ！」の全国の天気・来週の動き・エンディングトークをそのまま放送)、本番組が県内ニュース+天気という構成になっていた。
2018年7月からは2019年まで川口愛（フリーアナウンサー）が担当していた。

#### 夜（ゴールデンタイム）
- 月曜：21:54 - 22:00
- 火曜 - 木曜：19:54 - 20:00 (自社制作ミニ番組差し替え可能枠の放送時間変更により、2022年4月に20:54-21:00から移転)
- 金曜 - 日曜：20:54 - 21:00

一部曜日はABSお天気情報（あすの秋田の天気）もセットで放送(編成上はニュース・天気3分ハーフ)。2022年春の時点で、「ニュース+天気」編成の曜日は、天気には必ずスポンサーが付いている。8時またぎ(2022年3月までの火～木曜は9時またぎ)特番編成時は番宣枠「ABSヨンチャンなび」を優先し休止することが多い。ただし、通常「ニュース+天気」編成の曜日でニュースのみ休止の場合、天気は通常通り放送することが多い。「NNNニューススポット」があった時代は21:54 - 22:00が標準の放送時間で、「火曜サスペンス劇場」がある火曜日と「水曜ロードショー」がある水曜日→「金曜ロードショー」がある金曜日は「ニューススポット」と連続放送をしていた。金曜の「ニューススポット」のあとに自社制作のミニ番組を放送していた時期は「金曜ロードショー」のあとに放送していた。
座標: 北緯39度43分05.8秒 東経140度5分17.1秒 / 北緯39.718278度 東経140.088083度